# Rush (New York)
Rush è un comune degli Stati Uniti d'America, situato nello stato di New York, nella contea di Monroe.